# East Hyde
East Hyde – osada w Anglii, w hrabstwie ceremonialnym Bedfordshire, w dystrykcie (unitary authority) Central Bedfordshire. Leży 33 km na południe od centrum miasta Bedford i 41 km na północny zachód od centrum Londynu.